# Keller-Glanzschnecke
Die Keller-Glanzschnecke (Oxychilus cellarius) ist eine Landschnecke aus der Familie der Glanzschnecken (Oxychilidae); diese Familie gehört zur Unterordnung der Landlungenschnecken (Stylommatophora). Sie ist vor allem im Kulturgelände recht häufig anzutreffen. Der Verband der deutschen Höhlen- und Karstforscher ernannte diese Schnecke zum Höhlentier des Jahres 2015.

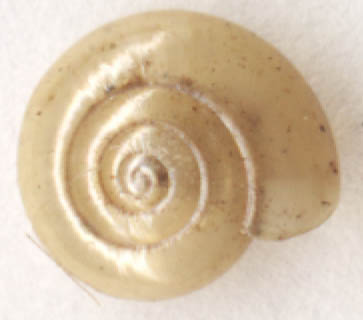

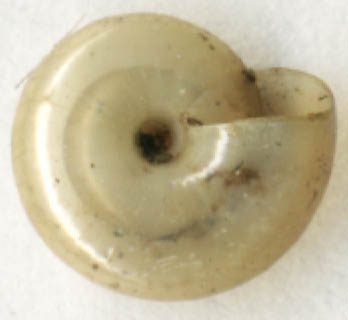
Gehäuse von unten, Blick in den Nabel

## Merkmale
Das rechtsgewundene Gehäuse ist fast scheibenförmig mit nur sehr wenig erhabenem Gewinde. Es misst 9 bis 11 mm, selten auch bis 14 mm im Durchmesser, und 4,5 bis 6 mm in der Höhe. Es hat 5,5 bis 6 Windungen, die langsam und regelmäßig zunehmen. Die letzte Windung ist nicht wesentlich verbreitert. Sie ist deutlich weniger als doppelt so breit wie die vorhergehende Windung. Die Mundöffnung ist quer-elliptisch, vom Anschnitt der vorigen Windung abgesehen. Der Mundrand ist gerade und zugespitzt. Der Nabel ist klein, trichterförmig und offen. 
Die Schale ist auf der Oberseite grau gelblich, an der Unterseite wesentlich heller und hell gelblich. Entsprechend ist die Oberseite transparent, die Unterseite opak. Die Oberfläche ist fast glatt und glänzend. Lediglich schwache Anwachslinien sind ausgebildet.
Der Körper ist graublau, der Fuß hellgrau. Seltener ist das gesamte Gehäuse hellgelb; dann ist auch der Körper des Tieres hellgelb. Auch dunklere Tiere kommen vor. Im männlichen Trakt des zwittrigen Genitalapparates ist der Samenleiter (Vas deferens) mäßig lang bis lang und gewunden. Er dringt apikal in den kurzen, u-förmig gebogenen Epiphallus ein. Im Bereich der Penishülle und unmittelbar vor dem Eintritt in den Epiphallus ist er mit dem Penis durch Gewebe verbunden. Der Epiphallus dringt vor dem Apex in den Penis ein. Direkt apikal ist ein kurzer Blindsack (Caecum) am Penis ausgebildet, an dem der Penisretraktormuskel ansetzt. Der Penis ist doppelt so lang wie der Epiphallus und mäßig dick. Im Inneren des Penis sind Längsfalten ausgebildet, die gerade oder leicht wellig ausgerichtet sind. Im oberen Drittel lösen sich die Falten in eine Serie von Papillen auf. Im unteren Drittel ist der Penis von einer Gewebehülle (Penishülle) umgeben. Im weiblichen Teil ist der freie Eileiter (Ovidukt) sehr kurz und die Vagina sehr lang. Die perivaginale Drüse umgibt den oberen Teil der Vagina und den basalen Teil des freien Eileiters sowie die Basis des Stiels der Spermathek. Der Stiel ist mäßig lang und dünn. Die Blase ist länglich und erreicht den Eisamenleiter (Spermovidukt). Penis und Vagina münden in ein kurzes Atrium.

## Ähnliche Arten
Die letzte Windung ist bei der Keller-Glanzschnecke etwas schmaler als bei der Großen Glanzschnecke (Oxychilus draparnaudi). Letztere Art ist im Durchschnitt auch etwas größer. Die Schweizer Glanzschnecke (Oxychilus navarricus) und die Knoblauch-Glanzschnecke (Oxychilus alliarius) sind deutlich kleiner und besitzen ein deutlich erhabeneres Gewinde.

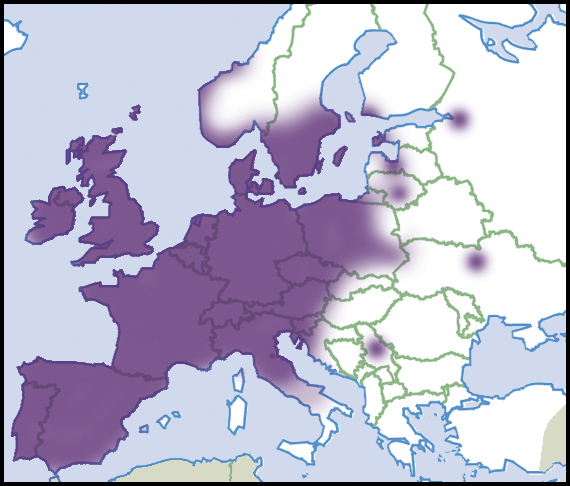
Verbreitung der Art in Europa (nach Welter-Schultes)

## Geographische Verbreitung und Lebensraum
Das Verbreitungsgebiet der Art umfasst Westeuropa (Iberische Halbinsel, Frankreich, Benelux-Staaten, Britische Inseln einschl. Hebriden, Orkney-Inseln und Shetland-Inseln), Mitteleuropa (hier einschließlich Deutschland, Schweiz, Tschechien, Österreich, Slowenien und Teile von Kroatien) sowie Teile von Nordeuropa (Skandinavien entlang der norwegischen Küste bis zum Polarkreis und darüber hinaus, Südschweden, Südküste von Finnland). Die östliche Verbreitungsgrenze verläuft durch Polen und die westliche Slowakei. In Osteuropa finden sich sonst nur isolierte Vorkommen im Baltikum, in Westrussland und der Ukraine. Im Süden verläuft die Verbreitungsgrenze etwa in der Mitte des italienischen Stiefels, auf dem Balkan gibt es ein isoliertes Vorkommen in Serbien. In der Schweiz steigt sie bis auf 1.800 m über Meereshöhe an. Allerdings ist die Art inzwischen fast weltweit verschleppt worden.
Die Art kommt in feuchten Laubwäldern unter dem Laub, Totholz, Gesteinsschutt und in Höhlen vor,Sehr häufig ist die Art aber auch im Kulturland, Gärten, Hinterhöfen und Parks, unter Ziegelschutt, in feuchten Kellern, moderndem Holz und Abfallhaufen, auch in Höhlen und Kellern (Name!). Die Art toleriert auch kalkfreie Böden und kommt z. B. in Großbritannien in Heidelandschaften vor, die ansonsten von nur sehr wenigen Arten von Gehäuseschnecken besiedelt werden.

## Fortpflanzung und Lebensweise
Die Eiablage findet zwischen Februar und Oktober statt. Ein Individuum legt zwischen 25 und 45 Eier ab. Die Eier haben einen Durchmesser von 1,3 bis 1,5 mm. Sie sind glatt und milchigweiß. Die Jungtiere schlüpfen nach 12 bis 16 Tagen. Sie erreichen die Geschlechtsreife im darauf folgenden Jahr. Nach Ewald Frömming sollen aber nur 7 bis 14 Eier abgelegt werden. Die Eier haben nach seinen Angaben einen Durchmesser von 1,4 bis 1,8 mm.
Nach den Angaben vieler Autoren soll die Art überwiegend carnivor sein, und andere Schnecken und deren Eier fressen. Nach Untersuchungen von Faeces der Art stellte Ewald Frömming fest, dass sich die Tiere überwiegend von Pflanzen und Detritus ernähren. Er fand neben Pflanzenresten, Pflanzenhaaren und Pollen, z. B. auch viele Quarzkörner, die eindeutig auf Bodenfraß hindeuten, inkl. der Bodenflora und -fauna. Die Keller-Glanzschnecke frisst aber auch die Eigelege von größeren Nacktschnecken wie z. B. der Spanischen Wegschnecke (Arion vulgaris).

## Taxonomie
Das Taxon wurde 1774 von Otto Friedrich Müller in der ursprünglichen Kombination Helix cellaria aufgestellt. Das Taxon ist allgemein anerkannt.
Die Gattung Oxychilus wird von manchen Autoren in mehrere Untergattungen unterteilt. Die Keller-Glanzschnecke wird in dieser Klassifikation der Nominatuntergattung Oxychilus (Oxychilus) zugerechnet. Sie ist die Typusart der Gattung (und Untergattung) Oxychilus Fitzinger, 1833.

## Gefährdung
Die Art ist auf den Britischen Inseln eine sehr häufige Art. In Deutschland ist sie eine Art der Vorwarnliste.